# Lista de episódios de Malcolm in the Middle
Malcolm in the Middle é uma série de televisão norte-americana de comédia exibida pelo canal FOX. A série foi ao ar pela primeira vez em 9 de janeiro de 2000, e chegou ao fim em 14 de maio de 2006, após 151 episódios, divididos em sete temporadas. O programa foi um sucesso de crítica e público e ganhou nove prêmios Emmy, um Grammy Award, e teve sete indicações ao Globo de Ouro. Abaixo segue uma lista com todos os episódios da série.

## Exibição da Série
| Temporada | Temporada | Nº de Episódios | Exibição Original      | Exibição Original  |
| Temporada | Temporada | Nº de Episódios | Início                 | Término            |
| --------- | --------- | --------------- | ---------------------- | ------------------ |
|           | 1         | 16              | 9 de Janeiro de 2000   | 21 de Maio de 2000 |
|           | 2         | 25              | 5 de Novembro de 2000  | 20 de Maio de 2001 |
|           | 3         | 22              | 11 de Novembro de 2001 | 12 de Maio de 2002 |
|           | 4         | 22              | 3 de Novembro de 2002  | 18 de Maio de 2003 |
|           | 5         | 22              | 2 de Novembro de 2003  | 23 de Maio de 2004 |
|           | 6         | 22              | 7 de Novembro de 2004  | 15 de Maio de 2005 |
|           | 7         | 22              | 25 de Setembro de 2005 | 14 de Maio de 2006 |

## Lista de Episódios

### Primeira Temporada (2000)
| Nº | Título                                            | Exibição original       | Audiência (Em Milhões) |
| --- | ------------------------------------------------- | ----------------------- | ---------------------- |
| 1 | "Pilot" "Piloto"                                  | 9 de janeiro de 2000    | 22.4                   |
| Malcolm (Frankie Muniz) tem 11 anos e vive com sua família disfuncional: seu pai neurótico, Hal (Bryan Cranston), sua mãe louca por controle Lois (Jane Kaczmarek), o bobão Reese (Justin Berfield) de 12 anos, e o estranho Dewey de 6 anos (Erik Per Sullivan). Seu irmão mais velho, Francis de 15 anos (Christopher Masterson) foi mandado para uma escola militar por mal comportamento. Na escola, Malcolm tenta manter a cabeça baixa e evitar o valentão da escola, Spath, mas seus professores identificam sua inteligência fora do normal e os testes revelam sua Q.I de 165. Quando Lois o obriga a se juntar à classe de superdotados da escola, Malcolm se opõe porque ele não quer ser intimidado por ser um "Krelboyne". Frustrado por ser banido pelas crianças comuns, Malcolm ataca Spath e, com a ajuda de seu novo amigo Stevie, por acaso, humilha Spath e se torna o herói dos nerds. |                                                   |                         |                        |
| 2 | "Red Dress" "O Vestido Vermelho"                  | 16 de janeiro de 2000   | 23.3                   |
| Lois deveria encontrar Hal em um restaurante caro para comemorar seu aniversário, porém Lois se esquece de ir depois que ela encontra seu vestido vermelho queimado e no vaso sanitário, ficando extremamente irritada. Ela passa a noite castigando Reese, Dewey e Malcolm, tentando descobrir qual deles queimou seu vestido. Enquanto isso, Hal faz amizade com um funcionário do restaurante enquanto espera por Lois. Malcolm, vendo que ele e seus irmãos não podem lutar com Lois sozinhos, pede ajuda a Francis. Mais tarde é revelado que Hal queimou o vestido por acidente. |                                                   |                         |                        |
| 3 | "Home Alone 4" "Esqueceram de Mim 4"              | 23 de janeiro de 2000   | 19.3                   |
| Enquanto Hal e Lois viajam no fim de semana, Francis chega da escola militar para cuidar dos irmãos. Malcolm ouve uma discussão de Lois e Hal sobre Francis e acredita que será permitido que ele volte para casa caso ele faça um bom trabalho, então ele convence os outros a se comportarem enquanto Francis estiver no comando. Tudo acaba sendo em vão quando os amigos delinquentes de Francis aparecem e destroem a casa. Embora consigam arrumar, Malcolm se machuca quando uma prateleira cai em sua cabeça. Eles vão para o hospital e tentam encontrar uma maneira de pagar a conta médica de 400 dólares. Francis convence a professora de Malcolm, Caroline Miller, a pagar a conta. Hal e Lois voltam para casa sem saber de nada, e vendo o bom trabalho que Francis fez o mandam de volta para a escola militar porque eles percebem o quanto ele está "melhorando" lá. |                                                   |                         |                        |
| 4 | "Shame" "Vergonha"                                | 6 de fevereiro de 2000  | 16.8                   |
| Cansando de ser zoado na escola, Malcolm bate em um valentão chamado Kevin. O que ele não sabia é que Kevin é um garoto de 7 anos, que usa sua força para intimidar os outros. Malcolm sente-se culpado e tenta limpar sua consciência ao se inscrever para uma corrida de caridade, mas falha quando tropeça no começo da corrida. Dewey se machuca caindo de uma árvore, então Hal a corta, irritando os vizinhos porque eles podem ver a casa deles agora, então Hal planta outra árvore no lugar. Francis decide roubar os slides de educação sexual da academia militar, mas no lugar ele encontra alguns slides comprometedores do comandante Spangler, e claro mostra para todo mundo. Spangler se vinga, mostrando um slide para todos os cadetes de Francis cutucando o nariz e urinando bêbado. |                                                   |                         |                        |
| 5 | "Malcolm Babysits" "Malcolm a Babá"               | 13 de fevereiro de 2000 | 17.9                   |
| Toda a família é forçada a morar em um trailer do colega de trabalho de Lois, Craig, enquanto a casa está sendo dedetizada. No entanto, Malcolm acaba passando mais tempo na casa de uma família de classe média alta que o contratou como babá, mas ele descobre que eles o filmaram secretamente. Mais tarde, antes de se demitir, ele revela um segredo sobre a esposa da família. Enquanto isso, Francis encontra o cadáver de um ex-zelador no porão da escola, que estava desaparecido há 16 anos, e se junta a seus amigos para dar ao zelador esquecido uma despedida decente, porém as coisas não saem como o esperado. |                                                   |                         |                        |
| 6 | "Sleepover" "Dormindo Fora"                       | 20 de fevereiro de 2000 | 17.2                   |
| Malcolm vai dormir na casa de Stevie. Durante a noite ele convence Stevie a sair com ele e eles vão para um fliperama na cidade, mas a cadeira de rodas de Stevie é roubada. Enquanto isso, Lois desafia Reese a dar banho em Dewey e colocá-lo para dormir em troca de ficar acordado até tarde para assistir a um filme de terror, mas a tarefa se mostra mais difícil do que ele esperava. Na academia, Francis é zoado por um grupo de estudantes. |                                                   |                         |                        |
| 7 | "Francis Escapes" "A Fuga de Francis"             | 27 de fevereiro de 2000 | 16.06                  |
| Francis foge da escola militar para se encontrar com sua namorada Bebe, uma garota extremamente chata. Lois descobre que Francis fugiu da escola e fica irritada. Malcolm descobre que Francis está se escondendo em uma floresta perto de sua casa e não conta nada. Depois que Hal o encontra, ele decide levá-lo de volta a escola militar, antes que Lois o encontre. |                                                   |                         |                        |
| 8 | "Krelboyne Picnic" "O Piquenique dos Krelboyne"   | 12 de março de 2000     | 15.5                   |
| A família (incluindo Francis, que está em casa no fim de semana) passa o dia no "Cirque de Krelboyne", um piquenique onde os colegas de classe de Malcolm demonstram suas habilidades. Hal viola a política vegetariana do piquenique ao levar um refrigerador cheio de carne, e Lois tem que lidar com uma mulher que supervisiona estritamente as comidas e bebidas. Malcolm está louco para abandonar o piquenique antes de sua apresentação, e pede a Francis para ajudá-lo a fugir. Apesar das tentativas desesperadas de escapar, Malcolm acaba sendo forçado a subir ao palco, onde ele mostra a platéia suas habilidades matemáticas. A família fica chocada ao testemunhar o quão esperto ele é, fazendo com que Malcolm se preocupe que sua família o trate de forma diferente. Porém eles logo asseguram que nada vai mudar. |                                                   |                         |                        |
| 9 | "Lois vs. Evil" "Lois vs. O Mau"                  | 19 de março de 2000     | 16.3                   |
| Lois descobre que Dewey roubou uma garrafa de conhaque de na loja onde ela trabalha, e na verdade ele foi induzido a fazer isso por Malcolm e Reese. Ela o faz devolvê-lo, mas é demitida por um gerente-assistente tirânico chamado Sr. Pinter, deixando a família em sérios problemas financeiros. Enquanto isso, Francis é escolhido para fazer parte da segurança de um concurso de beleza, ganhando acesso especial aos bastidores quando algumas das competidoras acham que ele é gay, o que ele usa a seu favor para paquerar as garotas. |                                                   |                         |                        |
| 10 | "Stock Car Races" "Corridas de Stock Car"         | 9 de abril de 2000      | 14.4                   |
| Em vez de deixar os garotos irem para a escola, Hal decide levá-los a uma corrida de stock car. Lois procura seu salário perdido pela casa, o que acaba revelando itens incriminadores que Hal e os meninos escodem, e depois que a professora de Malcolm avisa Lois sobre a ausência dele na escola, ela começa a coletar todos os itens incriminatórios que eles esconderam para castiga-los. Enquanto isso, Francis leva uma enorme cobra para dentro da academia e a guarda em seu armário. Porém ele se esquece de trancá-lo, soltando a cobra que acaba comendo o cachorro do comandante Spangler, antes de fugir. |                                                   |                         |                        |
| 11 | "Funeral" "Funeral"                               | 2 de abril de 2000      | 15.3                   |
| A família está relutantemente em se preparar para o funeral da tia Helen, então Lois se irrita com a atitude coletiva e anuncia que vai tomar um banho de espuma e todo mundo pode fazer suas próprias coisas. Hal decide ouvir seu velho toca discos, enquanto Dewey convida um amigo. Malcolm vai assistir um show com uma garota chamada Julie. Quando ela chega Reese fala que ela pode entrar, e ela pega Malcom de cueca no quarto e foge, tropeçando nos fios do toca discos de Hal e sendo jogada em uma poça de sabão e lixo, que Dewey e o amigo fizeram devido um vazamento na cozinha. Cansado do comportamento de sua família, Malcolm diz a seus pais que Reese quebrou o presente de aniversário de Dewey e a razão pela qual ele parecia tão entusiasmado para ir ao funeral era que ele tinha planejado esconder os restos no caixão. Irritada com o comportamento de Reese, Lois prontamente decide que eles vão comparecer ao funeral, gostem ou não. Enquanto isso, Francis está na academia chateado que a morte da tia Helen não foi comunicada a ele |                                                   |                         |                        |
| 12 | "Cheerleader" "Animador de Torcida"               | 16 de abril de 2000     | 13.0                   |
| Reese se junta ao time de líderes de torcida porque ele tem uma queda por uma das líderes de torcida. Malcolm fica com vergonha de ter um irmão líder de torcida, e até mesmo os Krelboynes estão tirando sarro dele, porém ele acaba ajudando Reese com os treinos. Enquanto isso, Dewey quer um novo brinquedo, tentando desesperadamente convencer Lois a comprá-lo. Hal chega em casa e vê Reese chorando por causa da garota e treinando com Malcolm no quintal, então decide aconselhar os dois. |                                                   |                         |                        |
| 13 | "Rollerskates" "Patinação"                        | 30 de abril de 2000     | 14.5                   |
| Malcolm quer jogar hóquei em patins com seus amigos na rua, mas ele não sabe fazer isso, então Hal dá aulas de patinação a Malcolm. Porém ele fica frustrado com suas lições e solta um palavrão. Hal puni Malcolm, fazendo ele escrever vários palavrões e forçando-o a olhá-lo nos olhos e dizê-los a ele, para que Malcom aprenda o significado dos palavrões. Enquanto isso, Lois machuca as costas e fica de cama, fazendo Reese de enfermeiro e gritando muito alto com ele, pois se recusa a tomar analgésicos. Na Marlin Academy, Francis finge que está com as costas machucadas para não fazer um exercício de sobrevivência. |                                                   |                         |                        |
| 14 | "The Bots and the Bees" "Os Bots e as Abelhas"    | 7 de maio de 2000       | 12.3                   |
| Lois visita Francis na escola militar depois que ele tem uma emergência médica. Hal, sem estar sob a supervisão de Lois, rapidamente regride em sua personalidade adolescente selvagem. Ele volta a fumar, para de ir ao trabalho e deixa Reese e Dewey se safarem de tudo. Enquanto isso, Malcolm e os Krelboynes decidem entrar em uma competição de robôs assassinos, mas Hal assume o projeto de construção de robôs, fazendo todos os outros abandonarem a ideia. Hal acaba construindo um perigoso robô completo com um canhão de abelha. Enquanto isso, Francis fica chateado quando todos da academia (até mesmo Spangler) se dão bem com Lois. |                                                   |                         |                        |
| 15 | "Smunday" " "                                     | 14 de maio de 2000      | 12.6                   |
| Lois está com um caso grave de gripe, e não percebe que passou dois dias na cama; pensando que segunda-feira é domingo, ela não faz os garotos irem para a escola. Os garotos estão felizes em ter o dia de folga da escola, mas logo percebem que cometeram um erro, já que a TV ainda está trancada e eles não podem sair de casa para não serem vistos e denunciados. Francis chama os irmãs para ajudar ele a esconder uma carta incriminadora sobre seu último contratempo na academia, e em troca lhes oferece leva-los a um fliperama onde o dono não denúncia os alunos. Enquanto isso, Hal visita uma concessionária com planos de comprar um Porsche. |                                                   |                         |                        |
| 16 | "Water Park (Part 1)" "Parque Aquático (Parte 1)" | 21 de maio de 2000      | 13.9                   |
| A família faz uma viagem para um parque aquático, exceto Dewey que não pôde ir por causa de uma infecção no ouvido e fica com uma babá que acaba tendo um colapso e é levada para o hospital deixando Dewey completamente sozinho. Lois e Hal levam álcool para o parque e tentam evitar ficar perto dos garotos. Malcolm e Reese se envolvem em uma guerra de brincadeiras. Enquanto isso, Spangler descobre que Francis o deixou ganhar em um jogo de sinuca para mantê-lo de bom humor. Spangler ameaça punir Francis se ele perder novamente, enquanto os outros cadetes ameaçam espancá-lo se ele ganhar. |                                                   |                         |                        |